# Пляжные игры (фильм)
«Пляжные игры» (англ. Beach Blanket Bingo) — американская музыкальная романтическая комедия Уильяма Эшера 1965 года. Один из фильмов студии American International Pictures (AIP) в тематике пляжной вечеринки.

## Сюжет
Продюсер певицы Шугар Кейн в рекламных целях для привлечения внимания к её новому альбому имитирует прыжок с парашютом своей подопечной. В действительности с самолёта прыгает профессиональная парашютистка Бонни, а по приземлении в воду девушек подменяют. Отдыхающие на пляже сёрферы ничего об этом не знают и бросаются спасать девушку. На берегу сразу же появляется продюсер, который рассказывает про её новый альбом, и журналисты, которые готовят статью о чудесном спасении певицы сёрферами. Фотография Фрэнки появляется в газете.
Сёрферов и их девушек привлекает идея скайдайвинга и они все отправляются в парашютный клуб. Там на Фрэнки обращает внимание инструктор Бонни, которая скорее хочет просто заставить ревновать своего парня Стива, также инструктора в этом клубе. Такое поведение Фрэнки и Бонни раздражает Ди Ди, которая решает во что бы то ни стало прыгнуть с парашютом. Пенёк в это время знакомится с русалкой.
Лидер байкеров Эрик Фон Зиппер тем временем обращает внимание на певицу Шугар Кейн. Ему кажется, что она должна быть в его банде, а не с бездельниками сёрферами. Ночью байкеры похищают певицу, но появление новой девушки не нравится другим байкершам и они подговаривают Верзилу избавиться от неё. Тот увозит Шугар на лесопилку, где собирается распилить. Сёрферы и остальные байкеры отправляются её спасать. Русалка же покидает Пенька и уплывает, однако тот находит себе новую любовь в лице Шугар.

## В ролях
- Фрэнки Авалон — Фрэнки
- Аннетт Фуничелло — Ди Ди
- Дебора Уолли — Бонни
- Харви Лембек — Эрик Фон Зиппер
- Джон Эшли — Стив
- Джоди МакКри — Пенёк
- Донна Лорен — Донна
- Марта Кристен — Лорелея
- Линда Эванс — Шугар Кейн
- Тимоти Кэри — Верзила из Южной Дакоты
- Дон Риклс — Большой Филя
- Пол Линде — Буллетс
- Бастер Китон — Бастер
- Эрл Уилсон — играет себя
- Бобби Шоу — Бобби
- Майкл Нейдер — Бутч
- Донна Мишель — Энимал

## Производство
Первоначально планировалось, что певицу Шугар Кейн будет играть Нэнси Синатра, но ей пришлось отказаться от роли из-за сцен с похищением. Дело было в том, что некоторое время назад пережить похищение пришлось её семье, когда злоумышленники похитили её брата Фрэнка Синатру-младшего. Его отпустили только после того, как их отец заплатил выкуп.

## Рецензии
В целом кинокритики приняли фильм негативно. Фильм критиковали за его примитивность, а студию за то, что они без конца снимают одно и то же.